# Dolichomitus imperator
Dolichomitus imperator là một loài tò vò trong họ Ichneumonidae.